# Course sur route individuelle masculine de cyclisme sur route aux Jeux olympiques d'été de 1932
Navigation
Amsterdam 1928 Berlin 1936
La course en ligne masculine de cyclisme sur route, épreuve de cyclisme des Jeux olympiques d'été de 1932, a lieu le 4 août 1932 à Los Angeles aux États-Unis.
La course est disputée sous forme de contre-la-montre, pour la dernière fois. À partir de 1936, la course individuelle est disputée sous la forme d'une course avec départ groupé. Le contre-la-montre est réintroduit au programme des Jeux olympiques en 1996, en tant qu'épreuve distincte de la course en ligne.
Le départ est donné entre Moorpark et Somis. La course se dirige ensuite vers Oxnard, à l'ouest, et rejoint la California State Route 1, alors nommée Roosevelt Highway. Celle-ci est empruntée jusqu'à l'arrivée, en bordure de Santa Monica. La distance parcourue est de 100 km,.
L'Italien Attilio Pavesi remporte la course, en 2 h 28 min 5 s 6. Il devance son compatriote Guglielmo Segato et le Suédois Bernhard Britz.

## Résultats
| Rang                                | Cycliste            | Pays             | Temps             |
| ----------------------------------- | ------------------- | ---------------- | ----------------- |
| Médaille d'or, Jeux olympiques      | Attilio Pavesi      | Italie           | 2 h 28 min 5 s 6  |
| Médaille d'argent, Jeux olympiques  | Guglielmo Segato    | Italie           | 2 h 29 min 21 s 4 |
| Médaille de bronze, Jeux olympiques | Bernhard Britz      | Suède            | 2 h 29 min 45 s 2 |
| 4                                   | Giuseppe Olmo       | Italie           | 2 h 29 min 48 s 2 |
| 5                                   | Frode Sørensen      | Danemark         | 2 h 30 min 11 s 2 |
| 6                                   | Frank Southall      | Grande-Bretagne  | 2 h 30 min 16 s 2 |
| 7                                   | Giovanni Cazzulani  | Italie           | 2 h 31 min 7 s 2  |
| 8                                   | Sven Höglund        | Suède            | 2 h 31 min 29 s 4 |
| 9                                   | Leo Nielsen         | Danemark         | 2 h 32 min 48 s 6 |
| 10                                  | Paul Chocque        | France           | 2 h 33 min 24 s 4 |
| 11                                  | Henry O'Brien       | États-Unis       | 2 h 33 min 36 s 0 |
| 12                                  | Henry Hansen        | Danemark         | 2 h 35 min 50 s 4 |
| 13                                  | Amédée Fournier     | France           | 2 h 36 min 6 s 4  |
| 14                                  | Henri Mouillefarine | France           | 2 h 37 min 0 s 8  |
| 15                                  | Charles Holland     | Grande-Bretagne  | 2 h 37 min 17 s 2 |
| 16                                  | Stanley Butler      | Grande-Bretagne  | 2 h 37 min 19 s 6 |
| 17                                  | Frank Connell       | États-Unis       | 2 h 37 min 20 s 4 |
| 18                                  | Gunnar Andersen     | Danemark         | 2 h 37 min 23 s 6 |
| 19                                  | William Harvell     | Grande-Bretagne  | 2 h 37 min 46 s 8 |
| 20                                  | Arne Berg           | Suède            | 2 h 37 min 58 s 0 |
| 21                                  | Folke Nilsson       | Suède            | 2 h 38 min 4 s 2  |
| 22                                  | Glen Robbins        | Canada           | 2 h 38 min 24 s 8 |
| 23                                  | Ron Foubister       | Nouvelle-Zélande | 2 h 38 min 42 s 4 |
| 24                                  | Georges Conan       | France           | 2 h 38 min 58 s 6 |
| 25                                  | James Jackson       | Canada           | 2 h 40 min 29 s 8 |
| 26                                  | Otto Luedeke        | États-Unis       | 2 h 40 min 59 s 2 |
| 27                                  | Frank Elliott       | Canada           | 2 h 42 min 43 s 4 |
| 28                                  | Werner Wittig       | Allemagne        | 2 h 43 min 36 s 2 |
| 29                                  | John Sinibaldi      | États-Unis       | 2 h 44 min 1 s 2  |
| 30                                  | Julius Maus         | Allemagne        | 2 h 45 min 15 s 0 |
| 31                                  | Sebestyén Schmidt   | Hongrie          | 2 h 48 min 37 s 0 |
| 32                                  | Hubert Ebner        | Allemagne        | 2 h 52 min 30 s 0 |
| 33                                  | Manuel Díaz         | Mexique          | 3 h 1 min 8 s 2   |
|                                     | Henry Tröndle       | Allemagne        | abandon           |
|                                     | Ernie Gates         | Canada           | abandon           |